# Frazee (Minnesota)
Frazee ist eine Kleinstadt (mit dem Status „City“) im Becker County im mittleren Nordwesten des US-amerikanischen Bundesstaates Minnesota. Das U.S. Census Bureau hat bei der Volkszählung 2020 eine Einwohnerzahl von 1.335 ermittelt.

## Geografie
Frazee liegt beiderseits des Otter Tail River, einem der beiden Quellflüsse des Red River of the North. Der Ort liegt auf 46°43′41″ nördlicher Breite und 95°42′03″ westlicher Länge und erstreckt sich über 2,87 km².
Benachbarte Orte von Frazee sind Rochert (15,7 km nördlich), Perham (18,2 km südöstlich), Vergas (13,3 km südwestlich) und Detroit Lakes (16,3 km nordwestlich).
Die nächstgelegenen größeren Städte sind Fargo in North Dakota (89,6 km westnordwestlich), Duluth am Oberen See (315 km östlich) und Minneapolis (305 km südöstlich).
Die Grenze zu Kanada befindet sich 286 km nördlich.

## Verkehr
Entlang des südwestlichen Ortsrandes verläuft der vierspurig ausgebaute U.S. Highway 10. Dieser kreuzt die als Hauptstraße durch das Zentrum von Frazee führende Minnesota State Route 87. Alle weiteren Straßen sind untergeordnete und teils unbefestigte Fahrwege sowie innerörtliche Verbindungsstraßen.
Parallel zum US 10 verläuft eine Eisenbahnlinie der BNSF Railway, auf der auch der Empire Builder von Amtrak verkehrt und einen Zwischenhalt im benachbarten Detroit Lakes einlegt.
Mit dem Detroit Lakes Airport befindet sich 21,8 km nordwestlich ein kleiner Regionalflugplatz. Der nächste Großflughafen ist der 328 km südöstlich gelegene Minneapolis-Saint Paul International Airport.

## Demografische Daten
Nach der Volkszählung im Jahr 2010 lebten in Frazee 1350 Menschen in 540 Haushalten. Die Bevölkerungsdichte betrug 470,4 Einwohner pro Quadratkilometer. In den 540 Haushalten lebten statistisch je 2,39 Personen.
Ethnisch betrachtet setzte sich die Bevölkerung zusammen aus 88,1 Prozent Weißen, 1,6 Prozent Afroamerikanern, 5,1 Prozent amerikanischen Ureinwohnern, 0,6 Prozent Asiaten sowie 0,2 Prozent aus anderen ethnischen Gruppen; 4,4 Prozent stammten von zwei oder mehr Ethnien ab. Unabhängig von der ethnischen Zugehörigkeit waren 2,4 Prozent der Bevölkerung spanischer oder lateinamerikanischer Abstammung.
25,9 Prozent der Bevölkerung waren unter 18 Jahre alt, 55,6 Prozent waren zwischen 18 und 64 und 18,5 Prozent waren 65 Jahre oder älter. 54,6 Prozent der Bevölkerung war weiblich.

Das mittlere jährliche Einkommen eines Haushalts lag bei 34.714 USD. Das Pro-Kopf-Einkommen betrug 17.670 USD. 19,2 Prozent der Einwohner lebten unterhalb der Armutsgrenze.

## Persönlichkeiten
- Kieth Engen (* 1925 in Frazee; † 2004 in Murnau am Staffelsee), Opernsänger